# Arkadiusz Protasiuk
Arkadiusz Protasiuk (13. listopadu 1974, Siedlce, Polsko – 10. dubna 2010, Pečersk, Rusko) byl polský vojenský pilot.

## Životopis
V roce 1997 absolvoval s vyznamenáním Důstojnickou školu v Dęblinu a začal sloužit u 36. speciálního pluku letecké dopravy. Od roku 2009 byl velitelem posádky. V roce 1999 absolvoval studium politologie na Fakultě žurnalistiky a politických věd Univerzity ve Varšavě, v roce 2003 pak postgraduální studium na Vojenské technické akademii. Měl ženu a dvě děti.
Byl kapitánem letadla, v jehož troskách u ruského Smolensku 10. dubna 2010 zahynul polský prezident Lech Kaczyński, nejvyšší velitelé polské branné moci, poslanci, senátoři a další významné osobnosti polského společenského života. Sám při této nehodě zemřel.
Posmrtně obdržel Rytířský kříž Řádu Polonia Restituta (Krzyż Kawalerski Orderu Odrodzenia Polski).